# Coupe d'Écosse féminine de football 2017
Navigation
Édition précédente Édition suivante
La Coupe d'Écosse féminine de football féminin est la 47e édition de la Coupe d'Écosse féminine de football. Cette compétition est organisée par la Fédération d'Écosse de football. 
Hibernian Ladies conserve son titre.

## Deuxième tour
| Club recevant           | Score           | Club visiteur               |
| ----------------------- | --------------- | --------------------------- |
| Deveronvale             | 1-7             | Renfrew                     |
| Glasgow Girls           | 8-0             | Bishopton LFC               |
| Edinburgh Caledonia     | 4-4 t. a. b.0-2 | Granite City FC             |
| East Fife FC            | 0-6             | Celtic Ladies               |
| Spartans FCWG           | 0-5             | Glasgow City                |
| Blackburn United        | 1-2             | Boroughmuir Thistle FC      |
| Raith Rovers            | 2-5             | Forfar Farmington           |
| Bayside LFC             | 0-3             | Queen's Park LFC            |
| Rangers Ladies          | 2-1 a. p.       | Aberdeen Ladies             |
| Buchan LFC              | 6-0             | Inverness City              |
| Cumbernauld Colts       | 3-1             | Falkirk FCF                 |
| Heart of Midlothian LFC | 11-0            | Tayside Ladies              |
| Hutchison Vale          | 0-4             | Stirling University Falkirk |
| Motherwell LFC          | 0-11            | Hibernian Ladies            |
| Kilmarnock Ladies       | 1-4             | Hamilton Academical WFC     |
| Jeanfield Swifts        | 3-0             | Westerlands LFC             |

## Troisième tour
Le troisième tour se déroule le 20 août 2017.
| Club recevant           | Score | Club visiteur               |
| ----------------------- | ----- | --------------------------- |
| Forfar Farmington       | .     | Buchan LFC                  |
| Hamilton Academical WFC | .     | Granite City FC             |
| Rangers Ladies          | .     | Stirling University Falkirk |
| Queen's Park LFC        | .     | Jeanfield Swifts            |
| Cumbernauld Colts       | .     | Boroughmuir Thistle FC      |
| Heart of Midlothian LFC | .     | Glasgow City                |
| Renfrew                 | .     | Glasgow Girls               |
| Hibernian Ladies        | .     | Celtic Ladies               |

## Finale
La finale se joue le dimanche 26 novembre 2017 à l'Almondvale Stadium dans la ville de Livingston
Hibernian Ladies remporte la compétition en battant sèchement 3-0 le Glasgow City. C'est leur deuxième victoire consécutive, les deux fois contre la même équipe.
à la 82e minute de la rencontre Siobhan Hunter a frappé un coup franc de 40 mètres dans le coin supérieur droit du but de Glasgow City pour le deuxième but du match. Ce but a remporté le prix du but du mois,.
| Finale                 | Glasgow City | 0-3   | Hibernian Ladies                                          | Almondvale Stadium, Livingston               |                                              |
| 26 novembre 2017 17:10 |              | (0-1) | Abi Harrison 45e · Siobhan Hunter 82e · Rachael Boyle 88e | Spectateurs : 1 348 Arbitrage : Fiona Morton | Spectateurs : 1 348 Arbitrage : Fiona Morton |
| 26 novembre 2017 17:10 | Rapport      |       |                                                           | Spectateurs : 1 348 Arbitrage : Fiona Morton | Spectateurs : 1 348 Arbitrage : Fiona Morton |